# Captain (États-Unis, O-6)
Pour les articles homonymes, voir Captain et Capitaine.
Ne doit pas être confondu avec Captain (États-Unis, O-3).
Un captain (littéralement « capitaine » en français) est le nom donné à des grades militaires d'officiers des forces armées américaines, dans l'United States Navy, l'United States Coast Guard et l'United States Public Health Service Commissioned Corps. Il ne doit pas être confondu avec le grade de captain, grade « OTAN OF-2 », et d'autres composantes des forces armées américaines.

## Marine, Garde-côte, Services médicaux
Dans l'United States Navy, l'United States Coast Guard, l'United States Public Health Service Commissioned Corps et le National Oceanic and Atmospheric Administration Commissioned Corps, le grade de captain est un grade d'officier supérieur d'échelon de solde de niveau O-6. Ce grade est supérieur à celui de commander et inférieur à celui de rear admiral (lower half). Il est ainsi équivalent au grade de colonel dans l'US Army, dans l'US Marine Corps, dans l'US Air Force et dans l'US Space Force.
Dans la flotte de combat de surface, le captain peut commander un bâtiment de la taille d'un croiseur ou parfois plus, en fonction de son ancienneté, comme un porte-avions. Un captain peut également commander un groupe de plusieurs bâtiments de taille moyenne, tels des destroyers, tandis qu'un groupe de bataille aéronaval (CVBG), comprenant un ou plusieurs porte-avions et leur escorte, est dirigé par un rear admiral.
Dans l'aviation navale (embarquée), généralement, une escadre aérienne embarquée sur un porte-avions peut être commandée par un captain.
| Précédé par Commander | Captain | Suivi par Rear admiral (lower half) |

## Équivalence des grades
À la suite de la difficulté de compréhension entre les différents grades de l'armée et en vue de déterminer l'importance de ceux-ci, les grades des différents corps d'armée sont disposés sur un système d'échelles équivalentes que l'on nomme pay grade (O-1, O-2, O-3…). Plus le nombre est grand, plus le grade est important et donc plus la solde qui lui est associée est importante. Un captain de l'US Army (O-3 – équivalent à un lieutenant de l’US Navy) est en conséquence moins gradé qu'un captain de l’US Navy (O-6 – équivalent à un colonel de l‘US Army).

## Histoire
Aux États-Unis, le grade de captain est apparu pour la première fois au sein de l'armée américaine durant la guerre d'indépendance des États-Unis. À cette époque, un captain dirige déjà une compagnie et est promu à ce grade sous les ordres d'un colonel. Il dispose de l'aide d’un ou plusieurs lieutenants en fonction de la taille de sa compagnie. Son grade expire après la bataille ou la campagne.
L'US Navy de l'époque utilise le grade de captain pour parler du commandant d'un navire de guerre. Celui-ci dispose de l'assistance de plusieurs lieutenants également. Plus tard, les marins ajoutent, entre les grades de captain et de lieutenant, les grades de commander (équivalent de capitaine de frégate) et de lieutenant commander (équivalent de capitaine de corvette), ce que ne fait pas l'armée de terre. C'est la raison pour laquelle le grade de captain a une position qui est plus élevée dans les marines comparativement aux armées de terre.